# La Pasajera (película de 2021)
La Pasajera es una película de carretera de terror, ciencia ficción y comedia. La película está dirigida por Raúl Cerezo y Fernando González Gómez, la cual protagoniza Ramiro Blas, Cecilia Suárez, Paula Gallego y Cristina Alcázar.

## Sinopsis
Los ocupantes de una furgoneta que transporta a una excursionista herida deben evitar sentarse a su lado durante el viaje.

## Reparto
- Ramiro Blas [es] como Blasco
- Paula Gallego [es] como Marta
- Cristina Alcázar como Lidia
- Cecilia Suárez como Mariela
- Niko Verona como Mike
- Yao Yao como Coco
- Carmen Ibeas como Modelo

## Producción
El guion está escrito por Luis Sánchez-Polack basado en un anterior guion de Javier Echániz y Asier Guerricaechebarría. La pasajera es una producción de Persons Films, La Dalia Films, SG Producciones and Eye Slice Pictures, y tiene apoyo del Gobierno de Navarra y Navarra Film Office. Fue rodado en su totalidad en Navarra.

## Estreno
La película fue estrenada en el Sitges Festival de cine el 9 de octubre de 2021. Distribuido por Karma Films, fue estrenado en los cines de España el 18 de febrero de 2022. Distribuido por Dark Star Pictures, la película se estrenará en Estados Unidos el 3 de junio de 2022. Después estará disponible en  streaming y DVD después del 28 de junio.

## Recepción
Pablo Tocino de Mondosonoro puntuó la película con un 7 sobre 10 puntos. Considera que mientras que Cristina Alcázar y Cecilia Suárez actúan de una manera más que adecuada, las actuaciones de Ramiro Blas y Paula Gallego destacan en particular
Juan Áviles Torres de Cinemagavia también puntuó con un 7 sobre 10 puntos. Dice que es una película graciosa para disfrutar  en cines.
Iker Casado de Soy de cine puntuó 5 de 5 estrellas. Divide su revisión en las secciones siguientes: "un guión inteligente", "una dirección de película consciente", "un sección técnica entretenida", "interpretaciones graciosas y cercanas", "los pasodobles como instrumento útil" y "La Pasajera es una película que funciona" 
En la Vanguardia dedican un artículo a la película, dándole el título de: 'La pasajera', una relectura extraterrestre del mito de la niña de la curva 
Cine con ñ Jose Un Cano, en su crítica dice "La pasajera, en fin, pasa el test de ser divertida precisamente gracias a ese cuarteto de protagonistas, donde acaban muriendo en un orden que uno se espera pero al menos tienen cada uno su momento de gloria y de ser únicos." Además Cine con ñ tiene una entrevista con los dos directores Raúl Cerezo y Fernando González Gómez. 
Más allá de Orión da 3.3 estrellas de las 5 totales describiendo La Pasajera como "una película que juega con varios conceptos, desde Lovecraft a Evil Dead, en un cóctel aderezado con sabor a typical spanish"
Espinof Jorge Perdedor define la película como una cañí de terror con gore y pasodobles.
Ningún es cine todo lo que reluce valoró con 7.3 sobre 10 puntos. Daniel Farriol dice  "La pasajera es un sorpresa en el panorama del cine español de hoy, e incluso internacionalmente, me atrevería a decir"
Diana Mangas de Los Interrogantes dio la película un aprobado, y lo define como un "infernal viaje de carretera", en el buen sentido
En Aullidos, Carlos Marín hace una crítica en la que considera que habla de la Pasajera como una "Serie B de la que es orgullosa de serlo, de la que entiende su naturaleza", en el mejor de los sentidos.
Butaca y Butacón la Fm Radio tiene un artículo sobre el Festival de cine de Sitges en el que participó la película. Su redactor, Rafael Argón Carmona dice: "una película autoconsciente y sin vergüenza que nos devuelve ese toque desenfrenado que parecía haber perdido la ciencia ficción." Adicionalmente, dedica un vídeo en su canal de YouTube a criticarla positivamente.
Paula Gallego «Los espectadores cuando vean La Pasajera se van a encontrar con una película diferente», dice la coprotagonista del film en una entrevista hecha por Barnafotopress. En ella hablan sobre el debut de la actriz en cine, su participación en el festival de cine de Sitges y su experiencia durante el rodaje.
Tito Jesús en Almas Oscuras puntúa con 3 de 5 puntos en su crítica, refiere de los directores que "han buscado ese carácter divertido y desenfadado que hace que una sala se venga arriba".
El Séptimo Arte hace una serie de artículos en los que hace una breve crítica a los diferentes títulos presentados en el Festival de cine de Sitges. Marc Sacristán García describe: "a ritmo de pasodoble se va desarrollando la trama, una sucesión de conversaciones algo traviesas y 'set-pieces' de terror"
Manuel Mañero hace algo parecido. En The Last Journo hace una review de todas las películas del festival, y añade una valoración final dividiendo las películas en tres categorías. La Pasajera se encuentra dentro de las "Imprescindibles: películas que merece la pena ver al menos una vez, preferiblemente en cine"
Las Crónicas de Deckard hace otra lista de opiniones sobre las películas del Festival de Cine de Sitges: "Me lo he pasado en grande gracias a unos diálogos y personajes que te sacarán más de una carcajada."
Butaca Ancha hace un seguimiento de las películas mostradas en el Mórbido Film Fest 2021. Rafael Paz critica la película, hace hincapié en los varios homenajes que la película hace a otras obras para terminar diciendo que "Si La pasajera funciona y divierte es porque las referencias no se imponen, están ahí sin asfixiar a la historia."
En Screen Anarchy la review en inglés de Andrew Mack revela aspectos sobre la personalidad de los personajes. Se fija en la historia en sí y piensa que el significado final que quiere dar el film es "que gente de diferentes opiniones y puntos de vista pueden llevarse bien"
En RavenHeart dan un 6 sobre 10 a la que le ha parecido una película que  "logra entretener de principio a fin mientras concatena giros y sorpresas."